# Тягай, Галина Давыдовна
 Гали́на Давы́довна Тяга́й (12 июля 1922 года, Ростов-на-Дону — 29 августа 2006 года, Москва) — советский востоковед, специалистка по истории Кореи и проблемам национально-освободительного движения в странах Азии. Доктор исторических наук.

## Биография
Родилась в семье книгоиздателя Давида Тягая  и экономиста Людмилы Тягай. В 1926 году семья переехала в Москву.
Окончив среднюю школу в 1940 году поступила на истфак Московского института истории, философии, литературы (МИФЛИ).
Во время Великой Отечественной войны  находилась в эвакуации в Ташкенте (1941—1943) где работала в местном отделении московской фабрики «Гознак» препаратором и одновременно училась на историческом факультете Ташкентского вечернего пединститута.
В 1943 году семья вернулась в Москву и Г. Д. Тягай продолжила учебу на восточном отделении истфака МГУ, специализируясь по истории Японии. Закончила МГУ в 1946 году .  

Я училась на историческом факультете Московского университета в годы войны. В 1943 году там открылось восточное отделение, на котором были группы по изучению японского, китайского и арабского языков. Меня привлекала история Дальнего Востока. Этот регион казался мне совершенно необычным, неповторимым, и я поступила на японское отделение. Моими учителями были выдающиеся ученые – известный японист Александр Гальперин, будущий академик Евгений Жуков. 
В 1947 году поступила в аспирантуру Тихоокеанского института АН СССР, но была отчислена под предлогом «сокращения контингента аспирантов» . На самом деле это было одним из проявлений политической кампании борьбы с «космополитизмом», проводившейся в СССР в 1948—1953 годах. Благодаря усилиям руководства института и прежде всего директора академика Е. М. Жукова, Галину Давыдовну в аспирантуре восстановили. В 1950 году этот институт вошел в состав переведенного в Москву из Ленинграда Института востоковедения АН СССР.
В 1951 году в Институте востоковедения АН СССР под научным руководством доктора исторических наук, профессора А. Л. Гальперина защитила диссертацию на соискание ученой степени кандидата исторических наук по теме: «Корея в 1893–1896 гг. (Крестьянское восстание и борьба корейского народа против японских милитаристов и их американских пособников)».
С 1951 года работает младшим научным сотрудником в ИВ АН СССР. В 1960 году утверждается в должности старшего научного сотрудника отдела социалистических стран Азии, впоследствии — отдела Кореи и Монголии.

## Научная деятельность
С начала 1970-х годов Г. Д. Тягай приступает к изучению истории общественной мысли в Корее эпохи позднего феодализма. На основе архивных материалов и документальных источников, а также научной литературы на русском, корейском, японском и английском языках, изучает творческое наследие деятелей сирхак — идейного течения XVII–XIX веков, систему взглядов и программных установок их последователей — участников реформаторского движения последней четверти XIX века (кэхва ундон); религиозную ситуацию в Корее: проникновение в страну католичества, зарождение и распространение национальной религии тонхак (восточное учение), их противоборство с традиционно господствовавшим конфуцианством.
В 1986 году защищает докторскую диссертацию на тему «Формирование идеологии национально-освободительного движения в Корее: ранний этап» (специальность 07.00.04 — История коммунистического и рабочего движения и национально-освободительных движений).

Меня иногда спрашивают, сколько времени я писала свою докторскую диссертацию. Отвечу так: всю жизнь. В ней нашло отражение всё, что я писала по новой истории Кореи: пять книг, статьи и разделы в коллективных трудах. 
С 1989 года — ведущий научный сотрудник-консультант ИВ РАН. Значительную помощь ей оказали работавшие в институте в эти же годы ученые-востоковеды — доктор исторических наук Ф. И. Шабшина и член-корреспондент АН СССР Г. Ф. Ким. Большую роль в понимании взаимосвязанности исторических явлений и процессов сыграл ее муж, доктор исторических наук, ведущий научный сотрудник Института отечественной истории РАН, А. Г. Тартаковский.
Г. Д. Тягай занималась также источниковедением и историографией по Корее. В частности, она опубликовала сборник «По Корее. Путешествия 1885–1896», содержащий свидетельства русских путешественников о Корее конца XIX века.
Участвовала в исследовании и подготовке справочных и аналитических материалов по актуальным проблемам экономики, политики, идеологии изучаемых стран. Результаты этих исследований включались в издаваемый для служебного пользования «Специальный бюллетень ИВ АН СССР».
Г. Д. Тягай —участница ряда научных конференций. На XXV Международном конгрессе востоковедов в Москве (1960) она выступала (в соавторстве с Г. Ф. Кимом) с докладом «Советская литература по истории и экономике Кореи за 40 лет», на конгрессе корееведов в Пхеньяне (1988) — с докладом «О зарождении и развитии сирхак». Г. Д. Тягай была научным руководителем аспиранта А. В. Пака.

Я считаю, что в творческом плане моя судьба сложилась счастливо: я пришла в науку прямо со студенческой скамьи, мне было легче, чем многим моим сверстникам, которые, как например Игорь Казакевич и Леонид Никольский, пришли в корееведение с фронтов Великой Отечественной войны. Я рано нашла свою тему, над которой с интересом работаю и по сей день. Все мои крупные работы опубликованы, с ними познакомились мои коллеги и в СССР, и за рубежом. Я неоднократно бывала в КНДР. В последний раз я была в Пхеньяне в мае 1988 года на международном симпозиуме корееведов, выступала там с докладом и по реакции его участников поняла, что они неплохо знакомы с моими работами. Было приятно чувствовать их интерес.

## Семья
- Дед —Илья Галилеевич Рындзюн, (1848 — после 1917) — русский врач, основатель и управляющий крупной водолечебницей в Ростове-на-Дону, титулярный советник;
- Отец — Давид Наумович Тягай, видный книгоиздатель, автор научных трудов, возглавлял несколько крупных издательств, в т.ч. издательство АН СССР.
- Мать — Людмила Ильинична Тягай (урож. Рындзюн), экономист;
- Тётя — Нина Ильинична Нисс-Гольдман (урож. Рындзюн), (1892 — 1990), скульптор;
- Муж —Андрей Григорьевич Тартаковский, (1931 — 1999), историк, крупнейший знаток русской мемуаристики XVIII—XIX веков.

## Награды
- медаль «За доблестный труд в Великой Отечественной войне 1941—1945 гг.»

## Избранные работы
Галине Давыдовне Тягай принадлежат около 90 научных трудов, в том числе 5 монографий. Некоторые ее работы изданы в Республике Корея и в Китае в переводах на корейский и китайский языки соответственно.
- Крестьянское восстание 1893–1894 годов в Корее. — Ученые записки ИВ АН СССР. Т. III. — М., 1951. — С. 139–190.
- Антифеодальные крестьянские восстания в период династии Ли. — Советское востоковедение. 1955, № 4. — ИВ АН СССР. М. 1953. — То же: Пекин: Сань-лянь шудянь, 1959. (на кит. яз.). — С. 224.

- Корея Всемирная история. — Очерки по истории русского востоковедения. — М., 1960. — Т. 7. — С. 275–279.

- Общественная мысль Кореи в эпоху позднего феодализма. — ИВ АН СССР. — М., 1971. — С. 256.
- Трактовка проблем новой истории Кореи в историографии США. — М., 1976. — С. 60–99.

- Формирование идеологии национально-освободительного движения в Корее. — ИВ АН СССР. — М.: ГРВЛ — То же: Сеул, 1990. — 331 с. (на кор. яз.), 1983. — С. 248.

- Эгалитарно-утопическая мысль тонхак (Эволюция религии). — Зарубежный Восток: религиозные традиции и современность. — М., 1983. — С. 254–263.
- Король Коджон в русской миссии: (Из истории русско-корейских отношений). — Проблемы Дальнего Востока. — М., 1999. — Т. 3. — С. 118–124.
- История Востока — Восток в новое время (конец XVIII – начало XX в.) Кн. 1. — Авт.: Корея в конце XVIII в. – 1840-е годы. С. 305–312; Корея в конце 1840-х – начале 1870-х годов. — М.: Вост. лит., 2004. — Т. 4. — С. 538–547.
- История Востока — Восток в новое время (конец XVIII – начало XX в.) Кн. 2. — Авт.: Корея в конце XVIII в. 1876–1906 годы. С. 261–279;  Корея в эпоху пробуждения Азии (1905–1914). — М.: Вост. лит., 2005. — Т. 4. — С. 496–502.